# Diploschistes microsporus
Diploschistes microsporus är en lavart som beskrevs av Lumbsch & Elix 2003. Diploschistes microsporus ingår i släktet Diploschistes och familjen Thelotremataceae.   Inga underarter finns listade i Catalogue of Life.